# Authority Zero
Authority Zero is een Amerikaanse punkband uit Mesa, Arizona. De groep gebruikt vaak reggae-elementen in zijn muziek. Verder zijn er ook nog Spaanse en Portugese invloeden.

## Geschiedenis
In 1994 werd de band opgericht. Bill Marcks begon als gitarist, Jerry Douglas begon als zanger en gitarist, het derde lid was J.W. Gordon die de drums voor zijn rekening nam. Dit trio schreef enkele nummers. Een jaar later vroeg Douglas grappend of Jason DeVore niet wilde komen zingen. Het werd al snel meer dan een grap, want Jason DeVore verraste de bandleden. Douglas was verbaasd dat Jason "in 15 minuten erg aanstekelijke nummers kon schrijven". De twee voegden Jeremy Wood aan de band toe als basgitarist. Jeremy kon de groep op sleeptouw nemen en nam veel initiatief, hij had namelijk al ervaring als leadgitarist. De band leek compleet, maar Gordon moest al snel vervangen worden omdat hij lid werd van de Air Force. Daniel Garcia nam zijn plaats in op de drum en voegde meteen iets toe aan de band. Dankzij hem kon de band sneller en complexer spelen. Later moest hij de groep verlaten om familiale redenen.
Marcks, Douglas, DeVore, en Wood bleven over en waren dus op zoek naar alweer een nieuwe drummer. Jim Wilcox was de nieuwe drummer en met hem erbij was er eindelijk een vaste opstelling. Nadat een EP een lokaal succes werd, besloot de band een eerste album op te nemen. A Passage in Time werd het debuutalbum. Het album had duidelijke Spaanse en Portugese invloeden en was meteen een succes en het liet de band toe voor het eerst op tournee te gaan. Ze speelden op Warped Tour, "The No Use for a Name/The Starting Line tour" en bij Sum 41's "Sum on Your Face". 
Twee jaar na hun debuutalbum brachten ze een nieuw album uit, getiteld "Andiamo", wat Italiaans is voor "we gaan", maar ook kan worden geïnterpreteerd als "and I am Zero", wat de titel werd van hun live-dvd. De cd was een mix van genres en was politiek gekleurd. Nummers als "A Thousand Years of War" en "Revolution" zijn daar bewijs van. Ook de cover van "Mexican Radio" toonde een politieke kant: de tekst van het nummer wordt subtiel gewijzigd om een statement te maken tegen de invasie in Irak.
In 2006 bracht Authority Zero een nieuw album uit, getiteld Rhythm and Booze. Op de cd waren vijftien akoestische live-nummers bijeengebracht. Een jaar later werd het album 12:34 opgenomen. Het nummer "Courage" werd uitgebracht als single. 
Eind 2008 verliet Bill Marcks de band, omdat hij meer tijd met zijn gezin wilde doorbrengen. Hij werd tijdelijk vervangen door Zach Vogel. Met hem werd het volgende album, Stories of Survival, dat in 2010 uitkwam, opgenomen. Vogel bleef niet lang bij de band. In 2011 moest hij plaatsmaken voor Brandon Landelius. De band krijgt het zwaar te verduren, want Jim Wilcox besloot in 2012 om uit Authority Zero te stappen en zich meer te focussen op zijn "Blue Collar Prophet" project. Chris Bartholomew verving hem tijdens de tour en later werd bekendgemaakt dat Sean Sellers definitief de positie van Wilcox zou innemen. Sellers speelt verder nog in The Real McKenzies en Good Riddance. En de leegloop aan bandleden houdt niet op: in maart 2013 besliste Jeremy Wood om ermee op te houden. Wood nam eerder al een break van drie jaar. De reden hiervoor is niet duidelijk. De basgitarist verklaarde dat er te veel persoonlijke verschillen zouden zijn, maar ook dat hij meer tijd wilde doorbrengen met zijn familie. De vervanger van Wood werd Mike Spero en met hem werd ook het nieuwe album opgenomen. Op 2 april 2013 kwam de cd "The Tipping Point" uit. Twee dagen later startte Authority Zero een Europese tour.

## Leden
- Jason DeVore - zang
- Dan Aid - gitaar
- Mike Spero - basgitaar
- Christopher Dalley - drum

## Discografie

### Studioalbums
| Jaar | Album                       | Record label                  |
| ---- | --------------------------- | ----------------------------- |
| 2002 | A Passage in Time           | Lava/Atlantic                 |
| 2004 | Andiamo                     | Lava                          |
| 2007 | 12:34                       | Big Panda                     |
| 2010 | Stories of Survival         | Suburban Noize/Viking Funeral |
| 2013 | The Tipping Point           | Hardline                      |
| 2017 | Broadcasting to the Nations | Bird Attack Records           |

### Livealbums
- Rhythm and Booze (akoestisch live-compilatiealbum, 2005 en heruitgegeven in 2006)
- Less Rhythm more Booze (akoestisch livealbum, 2012)

### Demo's
- Live Your Life (1999)
- Patches in Time (2001)

## Trivia
- Jason DeVore heeft ook een solocarrière waar hij akoestische nummers speelt.
- De band heeft dezelfde initialen als hun staat: Arizona (AZ).
- Het nummer "Revolution" staat op de cd Rock Against Bush, Vol. 1.